# Goldene Operettenära
Goldene Operettenära nannte man einen Zeitabschnitt in der Geschichte der Wiener Operette von etwa 1860 bis ungefähr 1900. Auf Grund des Missbrauchs durch die Nationalsozialisten wird er wissenschaftlich nicht mehr verwendet.

## Begriff
Die Verklärung der Zeit von etwa 1860 bis zum Ende des 19. Jahrhunderts zu einer goldenen Ära der Wiener Operette begann im Zuge der Alt-Wien-Mode in den 1920er-Jahren (etwa mit Erich Wolfgang Korngolds Bearbeitung der Operette Eine Nacht in Venedig von Johann Strauss (Sohn) von 1923) und sollte der Unterhaltungskultur der Gegenwart, etwa der inhaltlich unzusammenhängenden Revueoperette, ein untergegangenes Ideal gegenüberstellen.
Der Begriff wurde seit den 1930er-Jahren von den Nationalsozialisten instrumentalisiert und richtete sich in dieser Verwendung gegen jüdische Komponisten und Textautoren.

## Ursprünge
In der Wiener Bevölkerung nahmen das Interesse am Musiktheater und die Zahlungsfähigkeit während der Gründerzeit kräftig zu. Zusätzlich zur Erweiterung des Publikums stieg außerdem dessen Mobilität, begünstigt durch die Schleifung der Stadtmauern und den Bau der Ring- und der Gürtelstraße. Mit dem Jahr 1858 hielten die französischen Operetten des Komponisten Jacques Offenbach Einzug in Wien. Schnelle Erfolge mit diesen meist einaktigen Stücken hatten insbesondere das Carltheater, das Theater am Franz-Josefs-Kai und später das Theater an der Wien.
Um ein Gegengewicht zur französischen Mode zu schaffen und ihre eigene künstlerische Bedeutung zu betonen, setzten die Wiener Kapellmeister in der Folge auf eine Belebung der „deutschen“ Tradition, ohne dabei den wechselhaften Geschmack des wachsenden Publikums aus den Augen zu verlieren.

## Charakteristika
Der Schauplatz der Operetten während der „goldenen Ära der Wiener Operette“ ist fast immer Wien, das damals als Hauptstadt der Donaumonarchie eines der kulturellen Zentren der Welt war. Ein beliebter Gegenstand dieser Operetten war das vermeintliche Leben der Aristokratie, während im Publikum hauptsächlich Bürger saßen. Musikalisch wurden – insbesondere die Strauss'schen – Werke von Walzer- und Polkamusik dominiert. Hinzu kam häufig ungarische Folklore wie der Csárdás.
Typisch für die Operetten dieser Zeit war außerdem ihre schnelle Anpassung an aktuelle Ereignisse. Bei gleichbleibender Gesamtarbeitszeit wurde die Produktionsdauer dadurch verkürzt, dass sich mehrere Librettisten, ein Komponist und mitunter zusätzlich ein Orchestrator gleichzeitig beteiligten. Aufgrund ihrer augenblicklichen Aktualität kamen die Stücke allerdings auch rasch wieder aus der Mode.

## Repertoire
Die Goldene Ära der Wiener Operette war geprägt von den Komponisten Franz von Suppè (Das Pensionat, Afrikareise, Boccaccio), von Johann Strauss (Sohn) (Die Fledermaus, Der Zigeunerbaron, Eine Nacht in Venedig), weiterhin Carl Millöcker (Der Bettelstudent, Gasparone, Der arme Jonathan), Richard Heuberger (Der Opernball) und Carl Zeller (Der Obersteiger, Der Vogelhändler). Vor allem die Fledermaus von Johann Strauß ist noch weltweit im Repertoire der Operntheater. In Österreich werden auch andere dieser Operetten nach wie vor gespielt.
In den Uraufführungen glänzten die Sopranistinnen Marie Geistinger, Josefine Gallmeyer oder der Komiker Alexander Girardi. Tenöre wie Karl Treumann standen noch nicht so sehr im Vordergrund wie in der Zeit der sogenannten Silbernen Operette.

## Niedergang
Im letzten Viertel des 19. Jahrhunderts erlebte die Goldene Ära der Wiener Operette ihren Höhepunkt. Carl Michael Ziehrer (1843–1922) war einer ihrer letzten Vertreter. Nach der Jahrhundertwende begann die Wiener Operette inhaltlich und musikalisch andere Wege zu gehen und ging in die zweite, weitere Ära der Wiener Operette über, deren Beginn mit dem späteren Welterfolg Die lustige Witwe von Franz Lehár (1905) anzusetzen ist.
Die Theaterwissenschaftlerin Marion Linhardt etwa macht lediglich einen „allgemeinen Aufbruch im Unterhaltungstheater zu Beginn des 20. Jahrhunderts“ aus, der sich durch drei Begriffe umreißen lässt:
- Internationalisierung: Zugunsten einer besseren internationalen Vermarktbarkeit werden nicht-wienerische Moden einbezogen, und es wird auf lokale Eigenheiten verzichtet.
- Medialisierung: Die aufkommenden neuen Medien Film und Schallplatte sowie das Varieté und Kabarett nehmen Einfluss.
- Potenzierung: Der Alltag wird zunehmend technisiert und das Unterhaltungstheater gerät zur Massenabfertigung.

Diese Entwicklungen wirkten sich auch auf die Operette aus, was zu einem unstrittigen Stilwandel führte.